# Bandidus gressitti
Bandidus gressitti är en insektsart som beskrevs av Tim R. New 1990. Bandidus gressitti ingår i släktet Bandidus och familjen myrlejonsländor. Inga underarter finns listade i Catalogue of Life.